# هروفیلوس

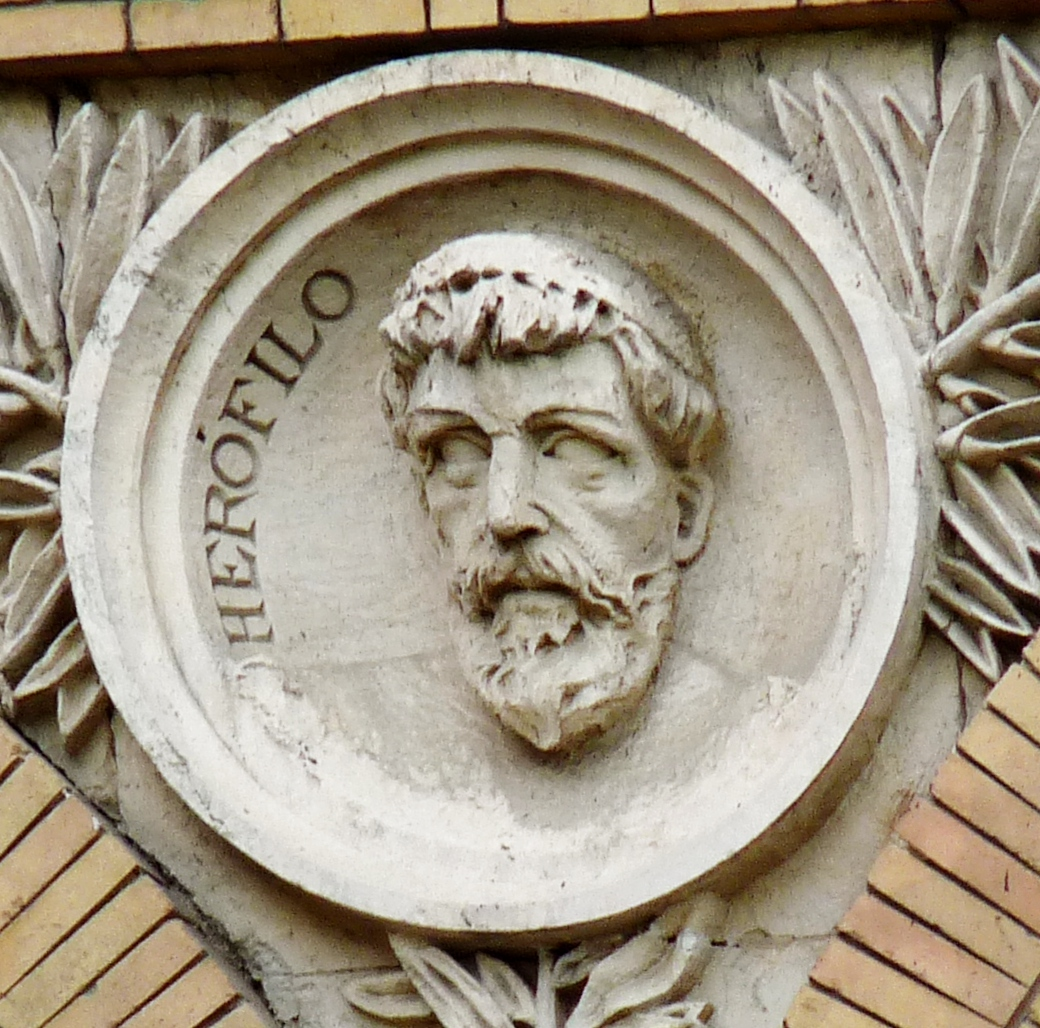

هروفیلوس (Herophilos) کالبدشناس یونانی ثلث آخر سدهٴ چهارم ق م است که در خالکیدون زاده شد و در عصر بطلیموس اول در اسکندریه برآمد.
او بنیان‌گذار کالبدشناسی به صورت یک نظام علمی است، و بزرگ‌ترین کالبدشناس عهد قدیم، و پس از بقراط و جالینوس، بزرگ‌ترین پزشک باستانی است.
هروفیلوس شاگرد پراکساگوراس بود. گویند (به قول جالینوس) او نخستین کسی بود که (علناً) به کالبدشکافی انسان اقدام کرد. او بسیاری مشاهدات کالبدشناسی تازه و درست انجام داد و فن و اصطلاحات کالبدشناسی را بهتر کرد.
نمونه‌هایی از کارهای کالبدشناسی اوعبارتند از:
- توصیف جزء به جزء مغز (مخ و مخچه، پرده‌های مغز و چرخشت هروفیل)
- تمیز میان وترها و اعصاب
- شناخت کار اعصاب
- توصیف خوبی از اعصاب بینایی چشم از جمله شبکیه
- توصیف بسیار بهتری از دستگاه عروقی
- تسمیهٴ اثنی عشر
- توصیف دقیق کبد، غدد بزاقی، لوزالمعده و اندام‌های تناسلی
- مشاهدهٴ رگ‌های خیلوس‌بر
- تمایز آشکار میان سرخرگ‌ها و سیاهرگ‌ها (سرخرگ‌ها شش بار ضخیم‌تر از سیاهرگ‌هاست، آن‌ها حاوی خون است نه هوا، و بعد از مرگ باز و خالی می‌شود).

او همچنین اعتقاد داشت که چهار نیرو سازواره را تنظیم می‌کند: نیروی تغذیه، تنفس، ادراک، و تفکر، که به ترتیب در کبد، قلب، اعصاب، و مغز جای دارد. بدین ترتیب تفوق قلب (که ارسطو هم مدافع آن بود) سرانجام رد شد.
هروفیلوس با به کار بردن پنگان (بنکام، ساعت آبی) برای اندازه‌گیری دفعات ضربان و تشخیص تب، نظریهٴ نبض پراکساگوراس را بهتر کرد. هروفیلوس اولین کسی بود که ضربان قلب (heart rate) را اندازه گیری کرد.
او استعمال بسیاری داروهای تازه را معرفی کرد و بارها فصد را مطرح ساخت.
به اعتقاد وی جنین تنها دارای زندگی جسمانی است نه نفسانی. هروفیلوس یک رویان‌بر اختراع کرد، که در موارد ناامیدی به‌طور وسیعی مورد استفادهٴ متخصصان مامایی قدیم قرار می‌گرفت. او رساله‌ای در سه کتاب راجع به کالبدشناسی نوشت، و رساله‌ای کوچک‌تر دربارهٴ چشم، و یک کتاب راه‌نما برای قابله‌ها.